# Те-Ранч (Міннесота)
Те-Ранч (англ. The Ranch) — переписна місцевість (CDP) в США, в окрузі Меномен штату Міннесота. Населення — 14 осіб (2020).

## Географія
Те-Ранч розташований за координатами 47°19′11″ пн. ш. 95°41′43″ зх. д. / 47.31972° пн. ш. 95.69528° зх. д. (47.319773, -95.695154).  За даними Бюро перепису населення США в 2010 році переписна місцевість мала площу 0,80 км², уся площа — суходіл.

## Демографія
Згідно з переписом 2010 року, у переписній місцевості мешкало 9 осіб у 6 домогосподарствах у складі 2 родин. Густота населення становила 11 особа/км².  Було 9 помешкань (11/км²).
Расовий склад населення:
| - 88,9 % — корінних американців - 11,1 % — білих |

До двох чи більше рас належало 0,0 %. Частка іспаномовних становила 0,0 % від усіх жителів.
За віковим діапазоном населення розподілялося таким чином: 0,0 % — особи молодші 18 років, 77,8 % — особи у віці 18—64 років, 22,2 % — особи у віці 65 років та старші. Медіана віку мешканця становила 52,5 року. На 100 осіб жіночої статі у переписній місцевості припадало 125,0 чоловіків;  на 100 жінок у віці від 18 років та старших — 125,0 чоловіків також старших 18 років.
Цивільне працевлаштоване населення становило 0 осіб. 